# Plantago sempervirens
La piantaggine legnosa (Plantagp sempervirens Crantz, 1766) è una pianta erbacea perenne della famiglia delle Plantaginaceae.

## Etimologia
Il nome generico (Plantago) deriva dalla parola latina "planta" che significa "pianta del piede" e fa riferimento alle piatte foglie basali di questa pianta simili a "piante di un piede". L'epiteto specifico (sempervirens) significa "sempre-verde".
Il nome scientifico della specie è stato definito dal medico e botanico lussemburghese naturalizzato austriaco Heinrich Johann Nepomuk von Crantz  (Roodt, 25 novembre 1722 – Judenburg, 18 gennaio 1799) nella pubblicazione "Institutiones Rei Herbariae juxta nutum Naturae Digestae ex Habitu - 2: 331" del 1766.

## Descrizione
Le piante di questa voce hanno una altezza variabile da 1 a 3 dm. La forma biologica è camefita suffruticosa (Ch suffr), sono piante perenni e legnose alla base, con gemme svernanti poste ad un'altezza dal suolo tra i 2 ed i 30 cm (le porzioni erbacee seccano annualmente e rimangono in vita soltanto le parti legnose).

### Radici
Le radici sono legnose.

### Fusto
La parte aerea del fusto è legnosa, ramificata e contorta. In genere le foglie morte lungamente persistenti avvolgono il fusto.

### Foglie
Le foglie, radicate ai nodi, sono disposte in modo opposto ed hanno una lamina strettamente lineare. Sono provviste di una breve pubescenza appressata e sono ricoperte da sparse ciglia fioccose. La guaina delle foglie è allargata e più o meno amplessicaule. Dimensione delle foglie: larghezza 1 mm; lunghezza 10 – 25 mm.

### Infiorescenza
Le infiorescenze sono delle spighe composte da fiori riuniti in gran numero; i fiori sono sessili, piccoli e ridotti in ogni elemento. Le spighe hanno delle forme ovate e sono posizionate alla fine di peduncoli nudi lunghi 5 – 7 cm.  Nell'infiorescenza sono presenti delle ampie squame mucronate e carenate. Lunghezza dei peduncoli: 5 – 7 cm. Dimensione delle spighe: larghezza 6 – 9 mm (massimo 1,5 cm); lunghezza 9 – 12 mm. Dimensione delle squame: larghezza 4 mm; lunghezza 7 mm. 

### Fiore
I fiori sono ermafroditi, attinomorfi, tetrameri (4-ciclici), ossia con quattro verticilli (calice – corolla - androceo – gineceo) e tetrameri (4-meri: la corolla e il calice sono più o meno a 4 parti).
- Formula fiorale:

X oppure *, K (4-5), [C (2+3) oppure (4), A 2+2 oppure 2] G (2), (supero), capsula.
- Calice:  il calice formato da 4 sepali è gamosepalo e attinomorfo a forma di tubo terminante con 4 denti (la parte terminale dei quattro sepali) a forma ovata (soprattutto quelli anteriori). I sepali possono essere leggermente riuniti 2 a 2.
- Corolla:  la corolla formata da 4 petali è gamopetala e attinomorfa (in realtà i petali da 5 sono diventati 4 per fusione dei due petali superiori). La consistenza è membranosa (o scariosa) ed ha un tubo allungato terminante con 4 lobi patenti. Il colore è bianco (o giallastro). Lunghezza dei lobi della corolla: 3 mm.
- Androceo: gli stami sono 4 didinami e epipetali (ossia adnati all'interno della corolla con disposizione alternata rispetto ai petali); la loro lunghezza supera quella della corolla. I filamenti sono colorati di marrone. Le antere sono grosse a due logge con base debolmente sagittata (le sacche polliniche sono divergenti) e deiscenza longitudinale. Il colore delle antere è giallastro. I grani pollinici sono tricolporati. Dimensione delle antere: 2 mm.
- Gineceo: l'ovario è supero formato da due carpelli saldati (ovario biloculare; ma possono essere presenti da 1 fino a 4 loculi). In ogni loculo si trova uno o più ovuli a placentazione assile (se il loculo è uno solo, allora la placentazione può essere libera, centrale o basale). Gli ovuli hanno un solo tegumento e sono tenuinucellati (con la nocella, stadio primordiale dell'ovulo, ridotta a poche cellule).[12] Lo stilo è unico, filiforme con uno stigma cilindrico o usualmente bilobo (a volte lo stigma è piumoso). Il disco nettario è assente (l'impollinazione è soprattutto anemogama).
- Fioritura: da aprile a settembre.

### Frutti
I frutti sono delle capsule da ovoidi a ellissoidi con deiscenza trasversale (opercolata, ossia con coperchio) in parte nascoste dai sepali persistenti. I semi sono numerosi; il colore è bruno-rossastro. I cotiledoni sono paralleli al lato ventrale.

## Riproduzione
- Impollinazione: l'impollinazione avviene in parte tramite insetti (impollinazione entomogama), ma soprattutto tramite il vento (impollinazione anemogama).[7]
- Riproduzione: la fecondazione avviene fondamentalmente tramite l'impollinazione dei fiori (vedi sopra).
- Dispersione: i semi cadendo a terra (dopo essere stati trasportati per alcuni metri dal vento – disseminazione anemocora) sono successivamente dispersi soprattutto da insetti tipo formiche (disseminazione mirmecoria), ma anche da uccelli.[8]

## Distribuzione e habitat

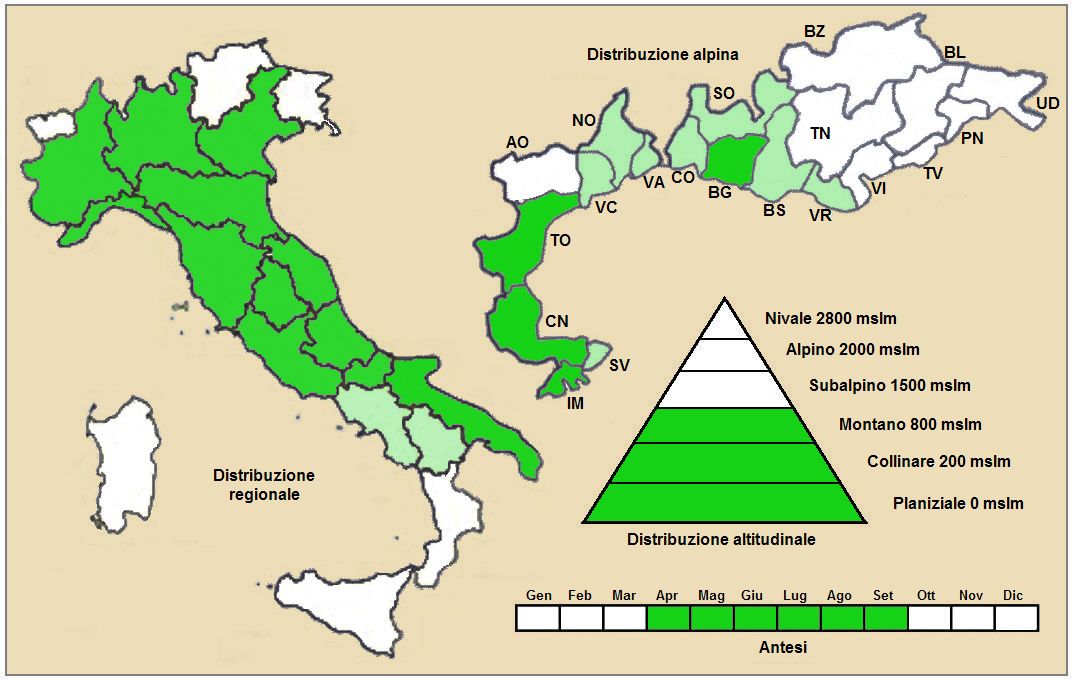
Distribuzione della pianta
(Distribuzione regionale – Distribuzione alpina)

- Geoelemento: il tipo corologico (area di origine) è (Sud) Ovest - Mediterraneo (Eurimediterraneo).
- Distribuzione: in Italia è una specie comune al Nord e al Centro. Nelle Alpi si trova ad occidente. Fuori dall'Italia, sempre nelle Alpi, questa specie si trova in Francia (dipartimenti di Alpes-de-Haute-Provence, Hautes-Alpes, Alpes-Maritimes, Drôme, Isère e Savoia). Sugli altri rilievi europei collegati alle Alpi si trova nel Massiccio del Giura, Massiccio Centrale e Pirenei.[14]
- Habitat: l'habitat tipico per questa specie sono i prati aridi di tipo steppico, anche tra gli affioramenti rocciosi e sabbie, ghiaioni e pietraie. Il substrato preferito è calcareo ma anche calcareo/siliceo con pH basico, medi valori nutrizionali del terreno che deve essere arido.[14]
- Distribuzione altitudinale: sui rilievi queste piante si possono trovare fino a 1200 m s.l.m.; frequentano quindi i seguenti piani vegetazionali: collinare e montano (oltre a quello planiziale – a livello del mare).

### Fitosociologia

#### Areale alpino
Dal punto di vista fitosociologico alpino Plantago sempervirens appartiene alla seguente comunità vegetale:
- Formazione: delle comunità a emicriptofite e camefite delle praterie rase magre secche

- Classe: Festuco-Brometea

#### Areale italiano
Per l'areale completo italiano Plantago sempervirens appartiene alla seguente comunità vegetale:
- Macrotipologia: vegetazione delle praterie

- Classe: Festuco valesiacae-brometea erecti

- Ordine: Festucetalia valesiacae

- Alleanza: Stipo capillatae-poion carniolicae

Descrizione: l'alleanza Stipo capillatae-poion carniolicae consiste in praterie xerofile, steppiche, calcicole, situate nelle valli delle Alpi occidentali, caratterizzate da clima continentale con modeste precipitazioni annuali. Distribuzione: è un'alleanza tipicamente continentale; in Italia è diffusa nelle valli interne delle Alpi occidentali. La struttura della vegetazione e la composizione floristica è quella delle cenosi costituite da specie tipiche di ambienti steppici e pseudo-steppici cui si aggiungono elementi submediterranei. Si tratta di formazioni che si costituiscono spesso per alterazione ed impoverimento del suolo dovuto ad un'utilizzazione intensiva del territorio; in seguito l'abbandono del pascolo può comportare la perdita di queste cenosi per l'inserimento di elementi estranei come arbusteti del Berberidion vulgaris.

## Tassonomia
La famiglia di appartenenza della specie (Plantaginaceae) comprende 113 generi e 1800 specie (114 generi e 2100 specie o anche 90 generi e 1900 specie secondo altre fonti) ha una distribuzione più o meno cosmopolita ma con molti taxa distribuiti soprattutto nelle zone temperate e nell'areale mediterraneo. Il genere Plantago si compone di oltre 250 specie una trentina delle quali sono presenti nella flora spontanea italiana. All'interno della famiglia Plantaginaceae il genere di questa specie è descritto nella tribù Plantagineae.
Il genere Plantago è suddiviso in 4 sottogeneri (subg. Plantago; subg. Coronopus (Lam. & DC.) Rahn; subg. Psyllium (Juss.) Harms; subg. Bougueria (Decne) Rahn & Reiche). La specie di questa voce è descritta all'interno del sottogenere Plantago sect. Psyllium insieme ad altre specie come Plantago afra L., Plantago indica L., Plantago lanceolata L. e altre.

### Sinonimi
Questa entità ha avuto nel tempo diverse nomenclature. L'elenco seguente indica alcuni tra i sinonimi più frequenti:
- Plantago cynops L.
- Plantago repens Samp.
- Plantago suffruticosa  Lam.
- Psyllium sempervirens  (Crantz) Soják
- Psyllium suffruticosum  (Lam.) Dum.Cours.

### Specie simili
Le specie del genere Plantago sono difficili da distinguere una dall'altra. La seguente tabella evidenzia i caratteri più significativi delle due specie più simili a quella di questa voce:
- Plantago indica L.: il ciclo biologico della pianta è annuale; il fusto è erbaceo ed eretto; le brattee sono dimorfe; quelle inferiori hanno la base allargata (3 – 4 mm), hanno una consistenza membranosa e sono sormontate (prolungate) da una resta erbacea lineare di 3 – 6 mm; quelle superiori hanno delle forme da ovali a oblanceolate.
- Plantago afra L.:  il ciclo biologico della pianta è annuale; il fusto è erbaceo ed eretto; le brattee sono tutte più o meno uguali, acute e lunghe 4 – 8 mm.
- Plantago sempervirens Crantz: il ciclo biologico della pianta è perenne; i fusti sono legnosi con portamento contorto.

## Altre notizie
La piantaggine sempreverde' in altre lingue è chiamata nei seguenti modi:
- (DE)  Strauch-Wegerich
- (FR)  Plantain toujours vert
- (EN)  Shrubby Plantain